# Erdei ölyv
Az erdei ölyv (Buteo trizonatus) a madarak osztályának vágómadár-alakúak (Accipitriformes) rendjébe, ezen belül a vágómadárfélék (Accipitridae) családjába tartozó faj.

## Rendszerezése
A fajt Gustaf Rudebeck svéd ornitológus írta le 1957-ben.

## Előfordulása
Afrika déli részén, a Dél-afrikai Köztársaság, Lesotho és Szváziföld területén honos. 
Természetes élőhelyei a mérsékelt övi erdők és cserjések, valamint ültetvények. Vonuló faj.

## Természetvédelmi helyzete
Az elterjedési területe elég nagy, egyedszám 670-6700 példány közötti és stabil. A Természetvédelmi Világszövetség Vörös listáján mérsékelten fenyegetett fajként szerepel.